# Viačeslavas Sukristovas
Viačeslavas Sukristovas, ros. Вячеслав Сукристов, Wiaczesław Sukristow (ur. 1 stycznia 1961 w Wilnie) – litewski piłkarz pochodzenia rosyjskiego, grający na pozycji obrońcy lub pomocnika, reprezentant Związku Radzieckiego i Litwy, trener piłkarski.

## Kariera klubowa
Sukristovas od 1984 występował w Žalgirisie Wilno. Przez 6 lat gry dla stołecznego zespołu wystąpił w 139 spotkaniach, w których strzelił 20 bramek. Pierwszą część 1990 spędził w Lokomotiwie Moskwa. Następnie wyjechał do Izraela, gdzie do 1992 grał dla Beitaru Tel Awiw. 
Dwa występy dla Žalgirisu Wilno sprawiły, że jeszcze w tym samym roku powrócił do Izraela, gdzie grał dla takich zespołów jak Maccabi Netanja, Maccabi Herclijja, Hapoel Ramat Gan, Hapoel Hajfa i Bene Jehuda Tel Awiw. W 1997 powrócił do Žalgirisu, gdzie rok później zakończył karierę piłkarską.
| Sezon   | Klub                 | Kraj   | Rozgrywki        | Mecze | Bramki |
| ------- | -------------------- | ------ | ---------------- | ----- | ------ |
| 1984    | Žalgiris Wilno       | ZSRR   | Wyższa liga ZSRR | 1     | 0      |
| 1985    | Žalgiris Wilno       | ZSRR   | Wyższa liga ZSRR | 24    | 2      |
| 1986    | Žalgiris Wilno       | ZSRR   | Wyższa liga ZSRR | 30    | 3      |
| 1987    | Žalgiris Wilno       | ZSRR   | Wyższa liga ZSRR | 29    | 6      |
| 1988    | Žalgiris Wilno       | ZSRR   | Wyższa liga ZSRR | 25    | 3      |
| 1989    | Žalgiris Wilno       | ZSRR   | Wyższa liga ZSRR | 30    | 6      |
| 1990    | Žalgiris Wilno       | ZSRR   | Wyższa liga ZSRR | 1     | 0      |
| 1990    | Lokomotiwu Moskwa    | ZSRR   | Wyższa liga ZSRR | 13    | 1      |
| 1990/91 | Beitar Tel Awiw      | Izrael | Ligat ha’Al      | 26    | 4      |
| 1991/92 | Beitar Tel Awiw      | Izrael | Ligat ha’Al      | 19    | 4      |
| 1992/93 | Žalgiris Wilno       | Litwa  | A Lyga           | 2     | 0      |
| 1992/93 | Maccabi Netanja      | Izrael | Ligat ha’Al      | 23    | 2      |
| 1993/94 | Maccabi Herclijja    | Izrael | Ligat ha’Al      | 36    | 4      |
| 1994/95 | Hapoel Ramat Gan     | Izrael | Liga Leumit      | 30    | 4      |
| 1995/96 | Hapoel Hajfa         | Izrael | Ligat ha’Al      | 15    | 2      |
| 1996/97 | Bene Jehuda Tel Awiw | Izrael | Ligat ha’Al      | 10    | 0      |
| 1997/98 | Žalgiris Wilno       | Litwa  | A Lyga           | 26    | 3      |

## Kariera reprezentacyjna

### Reprezentacja Związku Radzieckiego
Sukristovas zadebiutował w reprezentacji ZSRR 23 marca 1988 w wygranym 4:0 meczu z Grecją. Został powołany na Mistrzostwa Europy 1988, na których ZSRR zajął 2. miejsce. Sukristovas spędził turniej na ławce rezerwowych.
Ostatni raz w drużynie narodowej zagrał 21 września 1988 w przegranym 0:1 spotkaniu towarzyskim z RFN. Łącznie Sukristovas zagrał w 4 spotkaniach dla drużyny narodowej ZSRR.
| Mecze i gole w reprezentacji Związku Radzieckiego | Mecze i gole w reprezentacji Związku Radzieckiego | Mecze i gole w reprezentacji Związku Radzieckiego | Mecze i gole w reprezentacji Związku Radzieckiego | Mecze i gole w reprezentacji Związku Radzieckiego | Mecze i gole w reprezentacji Związku Radzieckiego | Mecze i gole w reprezentacji Związku Radzieckiego |
| #                                                 | Data                                              | Miasto                                            | Przeciwnik                                        | Gol                                               | Wynik                                             | Rozgrywki                                         |
| ------------------------------------------------- | ------------------------------------------------- | ------------------------------------------------- | ------------------------------------------------- | ------------------------------------------------- | ------------------------------------------------- | ------------------------------------------------- |
| 1.                                                | 23.03.1988                                        | Amarusio                                          | Grecja                                            |                                                   | 4:0                                               | towarzyski                                        |
| 2.                                                | 27.04.1988                                        | Trnawa                                            | Czechosłowacja                                    |                                                   | 1:1                                               | towarzyski                                        |
| 3.                                                | 01.06.1988                                        | Moskwa                                            | Polska                                            |                                                   | 2:1                                               | towarzyski                                        |
| 4.                                                | 21.09.1988                                        | Düsseldorf                                        | RFN                                               |                                                   | 0:1                                               | towarzyski                                        |

### Reprezentacja Litwy
Po rozpadzie ZSRR, Sukristovas zaczął reprezentować nową powstałą reprezentację Litwy. Debiut w drużynie narodowej zanotował 27 maja 1990 w zremisowanym 2:2 meczu z Gruzją.
Sukristovas zagrał w eliminacjach do Mistrzostw Świata 1994 (8 spotkań, jedna bramka), Mistrzostw Europy 1996 (8 spotkań, jedna bramka) i Mistrzostw Świata 1998 (2 spotkania), jednak za każdym razie eliminacje te kończyły się dla Litwy brakiem awansu.
Po raz ostatni w reprezentacji wystąpił 11 lipca 1997 w wygranym 1:0 meczu z Łotwą. Łącznie w latach 1990–1997 wystąpił w 26 spotkaniach litewskiej reprezentacji, w których dwukrotnie pokonywał bramkarzy rywali.  
| Mecze i gole w reprezentacji Litwy | Mecze i gole w reprezentacji Litwy | Mecze i gole w reprezentacji Litwy | Mecze i gole w reprezentacji Litwy | Mecze i gole w reprezentacji Litwy | Mecze i gole w reprezentacji Litwy | Mecze i gole w reprezentacji Litwy |
| #                                  | Data                               | Miasto                             | Przeciwnik                         | Gol                                | Wynik                              | Rozgrywki                          |
| ---------------------------------- | ---------------------------------- | ---------------------------------- | ---------------------------------- | ---------------------------------- | ---------------------------------- | ---------------------------------- |
| 1.                                 | 27.05.1990                         | Tbilisi                            | Gruzja                             |                                    | 2:2                                | towarzyski                         |
| 2.                                 | 14.04.1992                         | Wiedeń                             | Austria                            |                                    | 0:4                                | towarzyski                         |
| 3.                                 | 03.06.1992                         | Tirana                             | Albania                            |                                    | 0:1                                | El. MŚ 1994                        |
| 4.                                 | 20.06.1992                         | Wilno                              | Białoruś                           |                                    | 1:1                                | towarzyski                         |
| 5.                                 | 12.08.1992                         | Ryga                               | Łotwa                              |                                    | 2:1                                | El. MŚ 1994                        |
| 6.                                 | 23.09.1992                         | Wilno                              | Dania                              |                                    | 0:0                                | El. MŚ 1994                        |
| 7.                                 | 28.10.1992                         | Wilno                              | Łotwa                              |                                    | 1:1                                | El. MŚ 1994                        |
| 8.                                 | 24.02.1993                         | Sewilla                            | Hiszpania                          |                                    | 0:5                                | El. MŚ 1994                        |
| 9.                                 | 14.04.1993                         | Wilno                              | Albania                            | Gol                                | 3:1                                | El. MŚ 1994                        |
| 10.                                | 25.05.1993                         | Wilno                              | Irlandia Północna                  |                                    | 0:1                                | El. MŚ 1994                        |
| 11.                                | 02.06.1993                         | Wilno                              | Hiszpania                          |                                    | 0:2                                | El. MŚ 1994                        |
| 12.                                | 20.04.1994                         | Wilno                              | Izrael                             |                                    | 1:1                                | towarzyski                         |
| 13.                                | 25.05.1994                         | Ostrawa                            | Czechy                             |                                    | 3:5                                | towarzyski                         |
| 14.                                | 07.09.1994                         | Kijów                              | Ukraina                            |                                    | 2:0                                | El. ME 1996                        |
| 15.                                | 09.10.1994                         | Zagrzeb                            | Chorwacja                          |                                    | 0:2                                | El. ME 1996                        |
| 16.                                | 16.11.1994                         | Maribor                            | Słowenia                           | Gol                                | 2:1                                | El. ME 1996                        |
| 17.                                | 29.03.1995                         | Wilno                              | Chorwacja                          |                                    | 0:0                                | El. ME 1996                        |
| 18.                                | 26.04.1995                         | Wilno                              | Włochy                             |                                    | 0:1                                | El. ME 1996                        |
| 19.                                | 07.06.1995                         | Wilno                              | Słowenia                           |                                    | 2:1                                | El. ME 1996                        |
| 20.                                | 16.08.1995                         | Tallinn                            | Estonia                            |                                    | 1:0                                | El. ME 1996                        |
| 21.                                | 06.09.1995                         | Wilno                              | Ukraina                            |                                    | 1:3                                | El. ME 1996                        |
| 22.                                | 21.02.1996                         | Hajfa                              | Islandia                           |                                    | 2:4                                | towarzyski                         |
| 23.                                | 05.10.1996                         | Wilno                              | Islandia                           |                                    | 2:0                                | El. MŚ 1998                        |
| 24.                                | 09.10.1996                         | Wilno                              | Liechtenstein                      |                                    | 2:1                                | El. MŚ 1998                        |
| 25.                                | 09.07.1997                         | Wilno                              | Estonia                            |                                    | 2:1                                | Baltic Cup                         |
| 26.                                | 11.07.1997                         | Wilno                              | Łotwa                              |                                    | 1:0                                | Baltic Cup                         |

## Kariera trenerska
Po zakończeniu kariery zawodniczej rozpoczął pracę jako trener, jednak samodzielnie prowadził jedynie zespoły Žalgiris Wilno i Dainava Olita. W 2006 jako asystent w Žalgirisie.

## Sukcesy
ZSRR
- Mistrzostwa Europy (1): 1988 (2. miejsce)